# Lysimache I
Lysimache, född 453 f.Kr., död 365 f.Kr., var en grekisk prästinna.  Hon var Athena Polias översteprästinna vid templet Parthenon på Akropolis, Aten.
Lysimache var dotter till Drakontides och medlem av familjen Eteoboutadae, där ämbetet som Athenas översteprästinna gick i arv.  Det var det högsta religiösa ämbetet i Aten, och dess innehavare var en av Atens främsta ämbetsinnehavare, med makten att rekommendera kandidater till politiska ämbeten, och spelade en offentlig roll som annars var ovanlig för kvinnor i det klassiska Aten.  
Lysimache beräknas ha inträtt i ämbetet år 430. Hon blev som sådan överordnade de övriga prästinnorna i kulten; plyntrides, som utförde den rituella tvättningen av Athena-statyns kläder; arrephoroi, de flickor som utsågs för att väva Athenastatyns peplos varje år; och kanephoroi de flickor som utsågs att delta i Panathenaia av Arkont Basileus. Hon är den första identifierade översteprästinnan och den enda där någon större personlig information finns bevarad: de inskriptioner och porträttstatyer som restes av prästinnorna - annars unikt för kvinnor i Aten - har till stora delar förstörts helt, utom i hennes fall. Ämbetet innehades på livstid och dess innehavare kunde både gifta sig och bli änka under tiden, och Lysimache var översteprästinna i sextiofyra år, och blev under den tiden mor till fyra barn och fick flera barnbarn. Hennes bror Lysikles var statens skattmästare 416-415 och tillsammans utövade syskonen stor makt i Aten. Hon har ibland kallats Lysimache I då Lysimache II, som möjligen var hennes brorsonssons dotter, blev översteprästinna år 300. 
Lysimache har ofta nämnts som en förebild för titelkaraktären i Aristofanes “Lysistrata" från 411 (Aristofanes ska ha karikerat flera andra offentliga personer i sina verk).